# Scythropochroa longinervis
Scythropochroa longinervis är en tvåvingeart som först beskrevs av Enrico Adelelmo Brunetti 1912.  Scythropochroa longinervis ingår i släktet Scythropochroa och familjen sorgmyggor. Inga underarter finns listade i Catalogue of Life.